# Dioctria notha
Dioctria notha är en tvåvingeart som beskrevs av Seguy 1941. Dioctria notha ingår i släktet Dioctria och familjen rovflugor. Inga underarter finns listade i Catalogue of Life.